# Melanie Dekker

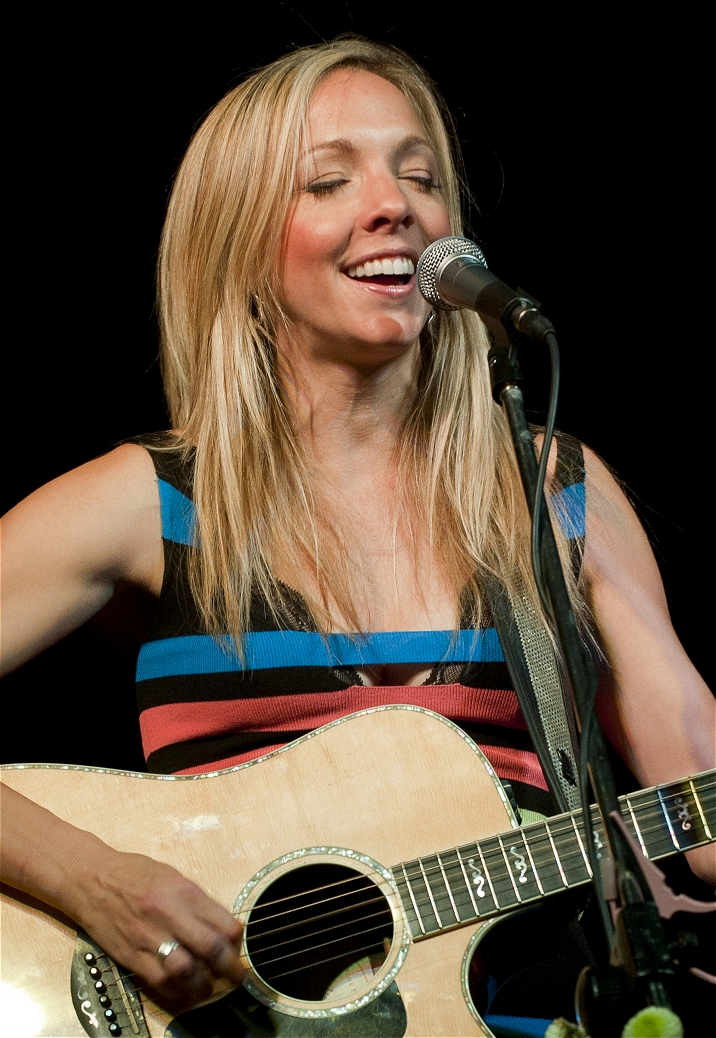
Melanie Dekker (2012)

Melanie Dekker (* 1. Juni 1971 in Calgary, Kanada) ist eine kanadische Singer-Songwriterin mit holländischen Wurzeln aus Vancouver. Stilistisch hauptsächlich zwischen Pop und Folk angesiedelt ist sie aber auch von Country, Rock und Blues inspiriert.

## Karriere

### Frühe Jahre
In Calgary geboren, wuchs Melanie ab dem fünften Lebensjahr in Vancouver auf, wo sie bis heute lebt.
Zum Musizieren kam Dekker nach eigenen Angaben durch ein Erlebnis als Dreizehnjährige in der Highschool, wo sie ein ca. fünf Jahre älteres Mädchen Gitarre spielen und singen sah. Dieser Moment rührte Melanie Dekker so sehr, dass sie Menschen nun ebenfalls mit Musik bewegen wollte, und so begann sie mit dem Gitarrespielen und Singen und spielte zuhause die Lieder nach, die sie liebte. Dekker trat als Teenager dann oft in einem Restaurant ihres kleinen Heimatdorfes Deep Cove mit den gelernten Coversongs auf und legte damit den Grundstein für ihre spätere Karriere.
Direkt nach der Highschool schrieb sich Melanie Dekker an der Capilano University in Vancouver für ein Stipendium im Jazz-Programm ein, ohne zu wissen, was sie erwartet. Dekker fühlte sich herausgefordert, denn der Kurs war zu 90 Prozent mit männlichen Studenten belegt. Sie schloss das zweijährige Studium mit dem Commercial Music Diploma in Jazz & Pop sowie Musiktherapie ab.

### Chronologie

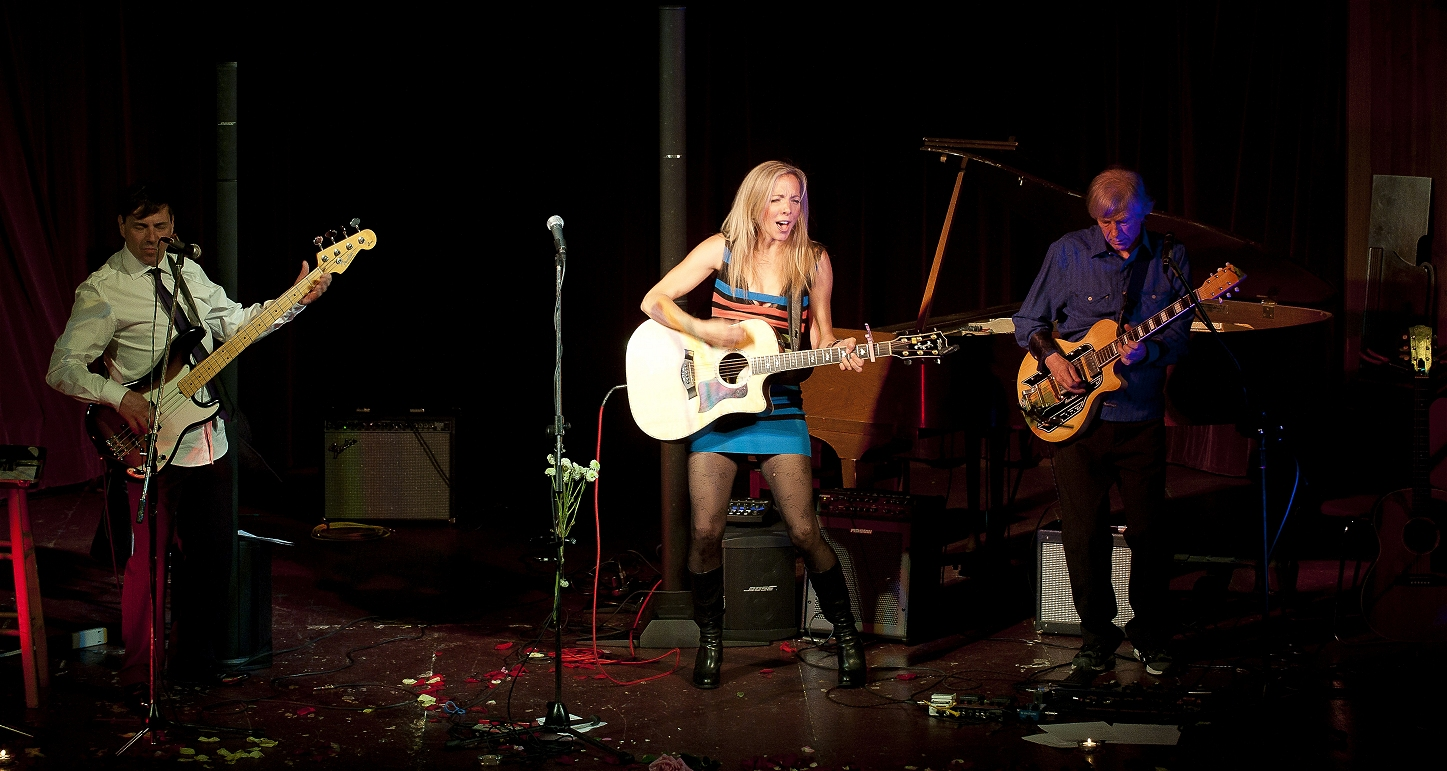
Allan Rodger, Melanie Dekker, David Sinclair (2012)

Schon während des Studiums wuchs Melanie Dekker in den 1990er Jahren zu einer erfolgreichen Livekünstlerin heran und machte sich in den folgenden Jahren im Westen Kanadas u. a. auf Festivals und anderen Veranstaltungen einen Namen. Von 1992 bis 1995 sang Dekker als Frontfrau in den Rock- und Top40-Country-Coverbands Gold Rush, Palomino und Double-Take, mit denen sie überall in British Columbia und Alberta, Westkanada, auftrat.
1996 lebte Dekker im Skiresort Whistler (British Columbia), wo sie unter anderem auch als DJ/VJ im Buffalo Bills Night Club tätig war. Dort musste Melanie Dekker eine musikalische Zwangspause einlegen, da eine dauerhafte Schädigung ihrer Stimmbänder drohte – drei Jahre fast pausenloses Touren hatte Spuren in ihrer überarbeiteten Stimme hinterlassen. Nach drei Monaten Schonung startete Dekker damit solo aufzutreten und eigene Songs zu schreiben und wandte sich damit langsam von Coverversionen ab.
1997 folgte Dekkers Debütalbum Impulsive, eine Akustik-Pop/Rock-CD, die sie zusammen mit John Roles schrieb und produzierte und mit John Ellis aufnahm. Dieses Album war in ganz Westkanada erhältlich.
Um die Jahrtausendwende, von 1998 bis 2001, widmete Melanie Dekker sich mehreren Projekten, so arbeitete sie unter anderem als Musiktherapeutin für die Stroke Recovery Association of BC und betreute dort Schlaganfall-Patienten. Außerdem gehörte Dekker zwei Jahre der populären Girlgroup 4 Play, später umbenannt in Cherrybomb, an, einem Musikprojekt aus Vancouver, mit dem sie zwei Alben veröffentlichte und in Kanada, den USA und Europa tourte. Des Weiteren veröffentlichte Dekker 1999 in einer limitierten Auflage ihr zweites Indie-Album Uh-huh und einer ihrer Songs, When i think of you, schaffte es in den Soundtrack des kanadischen Kinofilms Better Than Chocolate.
Nachdem Melanie Dekker im September 2002 bei der MOVA Arts Festival International Songwriting Competition in Guntersville, Alabama, überraschend mit ihren Songs Blue Blanket und Hollow den ersten und den zweiten Platz in der Kategorie Pop-Rock belegt und sie Ende 2002 mit Hollow noch den Canadian Music Magazine Song Search gewonnen hatte, kam ihre Solo-Karriere voran.
2003 startete sie eine einmonatige Europa-Tour durch Deutschland, Holland und England. Auf die Idee dazu hatten sie deutsche Fans gebracht, die die Sängerin in nordamerikanischen Wintersportgebieten live gesehen und sie überzeugt hatten, in Europa aufzutreten. Kurz nach dieser Tour veröffentlichte Dekker im Februar ihr Indie-Album Just Because. Der Song Speechless schaffte es in den Soundtrack des kanadischen Films Little Brother Of War und das Stück I said I wurde zum Hit, hielt sich 13 Wochen in den Top 50 der kanadischen BDS Airplay Charts und war vier durchgehende Wochen an der Spitze der Australian Indie Charts. Im Frühjahr und Herbst folgten zwei weitere Tourneen in Kanada/USA und Europa mit Dutzenden Konzerten. Kanadas Hochzeitsmagazin Real Weddings schnappte im Spätsommer mit I'll Wear Your Ring einen Demo-Song Dekkers auf und ernannte ihn zu einem potenziellen Hochzeitssong des Jahres. Im November hatte Dekker einen Gastauftritt beim Konzert von Bryan Adams in kanadischen Kamloops.
2004 brachte Melanie Dekker das Live-Album live + lekker heraus, das ausgewählte Liveaufnahmen von ihren Europa-Tourneen im Vorjahr beinhaltete. Im Frühjahr folgte eine einmonatige Europa-Tour. Ebenfalls 2004 schrieb sie ein Lied mit dem Schauspieler Sean Penn. Ihr Song I Said I wurde Bestandteil der populären amerikanischen Seifenoper All My Children. Im Sommer nahm Melanie Dekker an einem großen Benefiz-Konzert in Vancouver teil, dem Motown Meltdown, bei dem 30 der talentiertesten Künstler Vancouvers auftraten, um Spenden für die Shooting Stars Foundation zu sammeln, die AIDS-Patienten unterstützt. Dekker trat außerdem im Vorprogramm beim Whistler-Konzert der Country-Sängerin Faith Hill auf. Für ein Benefizkonzert zugunsten der US Wound Soldiers Foundation in Hamptons, New York, USA, schrieb Dekker, die dort auftreten sollte, mit dem Liebeslied Fall in/Wounded Soldier einen Song, der noch Jahre später für Aufsehen sorgte und dessen letzten Schliff sie ihm kurz vor der Landung des Fluges zum Konzert verpasste. Bei diesem Konzert wurde Dekker von Bill Zabit, dem Inhaber des zu dem Zeitpunkt kalifornischen Labels Zabit Records und der Sonoma Mountain Entertainment gesehen, der ihr anbot, mit Scott Church, einem angesehenen Produzenten, unter hochprofessionellen Bedingungen in seinem neuen Studio Songs zu produzieren. Dekker wurde einige Zeit später von Zabit unter Vertrag genommen.
Im Mai 2005 brachte ihr Label eine EP ihres geplanten Albums Revealed heraus. Danach ging es für Melanie Dekker, die mittlerweile seit fast acht Jahren jeden zweiten Tag auf der Bühne stand, wieder auf eine Europa-Tour. Ende Oktober trat Dekker auf einem privaten Benefizkonzert der Jazz-Sängerin Diana Krall für die William J. Clinton Foundation auf und traf dort den früheren US-Präsidenten Bill Clinton. Eher zufällig stieß Ende des Jahres der US-Erfolgsproduzent David Kershenbaum zu den Arbeiten von Revealed ins Studio, und als er Dekkers Songs hörte, war er so begeistert, dass er sich anbot, dieses Album mitzuproduzieren.
Das Jahr 2006 nahm viel Zeit für Revealed in Anspruch, so dass Melanie Dekker kein Raum für ihre jährliche Europa-Tour blieb. Am 30. September wurde das Album veröffentlicht und im Rahmen einer riesigen Benefizveranstaltung des American Red Cross in Alameda (Kalifornien) an Bord des ehemaligen Flugzeugträgers Hornet, heute ein Museumsschiff, vorgestellt. Ebenfalls auf der CD ist der Song Fall in/Wounded Soldier vorhanden. Dekker und ihr Plattenlabel versprachen von jedem verkauften Album einen Dollar als Spende für die Förderung von ausgewählten Stiftungen, die verwundete Soldaten und ihre Familien unterstützen, zu spenden. Die Songs Little Miracle und Haven't even kissed you yet erreichten Spitzenpositionen und Anerkennung bei verschiedenen Musikwettbewerben.
Im späten Frühjahr 2007 tourte Melanie Dekker mit ihrem Revealed-Album durch Europa. Sie nahm eine Hauptrolle in einer Episode der kanadischen Fernsehserie Making it Big ein, einer Art Castingshow, in der Medientalente ein Musikvideo mit ihr produzierten. Ende des Jahres tourte Dekker solo durch Deutschland. Über das Jahr hatten sich neue Songs angesammelt, die sie zur Jahreswende auf dem Akustik-Album Acoustic Ride in Eigenregie veröffentlichte.
Im Jahr 2008 tat sich Dekker mit Kevin Kennedy Music Promotions (USA) als Booking-Agentur und Fortune Records (Europa-Vertrieb) zusammen. Bei zwei Europa-Tourneen promotete sie ihr Album Revealed. Dekker erhielt zwei Nominierungen bei den Los Angeles Music Awards (LAMA) 2008 in den Kategorien Humanitarian Artist of the Year und Music Video of the Year. Hintergrund war Dekkers soziales Engagement mit dem inzwischen vier Jahre alten Song Fall In/Wounded Soldier, über dessen Video-Nominierung Al Bowman, LAMA-Gründer und -Produzent, sagte: Fall In/Wounded Soldier ist vermutlich eines der bewegendsten Lovesong-Videos, das ich je gesehen habe."
2009 tourte Melanie Dekker zwei Mal durch den überwiegend skandinavischen Raum. Im November wurde sie völlig überraschend für ihre beispielhaften Verdienste durch den Song Fall in/Wounded Soldier mit einer Ehrenmedaille ausgezeichnet. Überreicht wurde die Chief of Defence Staff Medal of Excellence durch den militärischen Befehlshaber der Kanadischen Streitkräfte. Auf dessen Einladung flog Dekker über Weihnachten nach Afghanistan. Dort gab sie innerhalb von zwei Tagen elf Konzerte vor kanadischen und US-amerikanischen Soldaten. Die Erlebnisse dieser Reise dokumentierte sie in einem privaten Video, das sie im folgenden Frühjahr unter dem Namen Christmas in Afghanistan veröffentlichte.
Im Winter 2009/2010 produzierte Melanie Dekker zusammen mit Len Rooney eine kleine Reihe von Videos, die ihr Leben in ihrer Heimatstadt Vancouver dokumentieren und veröffentlichte diese online unter den Namen Season's Greetings, Bye Bye Wisdom Teeth, Vancouver Polar Bear Swim 2010, Melanie Dekker HMCS Vancouver sowie Melanie Dekker @ the Vancouver Olympics 2010. Im März half Dekker im Rahmen der Paralympischen Winterspiele 2010 bei Benefizveranstaltungen Spendengelder zu sammeln. Auf ihrer Here & Now betitelten Frühjahrstour brachte sie die gleichnamige EP heraus. Einige Mitschnitte dieser Frühjahrs-Tour verwendete Dekker für eine Live-CD, die sie im September unter dem Namen Lekker Dekker Live 2010 veröffentlichte. Im Herbst folgte Teil zwei der Here & Now-Tour, der hauptsächlich durch den Norden Europas führte. Hier schrieb sie zusammen mit Robbin Thompson, einem amerikanischen Singer-Songwriter, den Love-Song Until the Wind Stops Blowin in Denmark
Anfang 2011 ging Melanie Dekker ins Studio, um neue Stücke für das Album Here & Now aufzunehmen, welches im März erschien. Damit ging sie im Frühjahr und Herbst auf die dritte und vierte Here & Now-Tour durch Europa, die im Herbst knapp 50 Konzerte umfasste. Die Songs der Platte waren inzwischen auch auf vielen gängigen Radiostationen Kanadas, Deutschlands und Hollands zu hören.
Im Frühjahr 2012 folgte wieder eine Europa-Tour, die aus über 50 Konzerten im deutschsprachigen Raum sowie Holland und Dänemark bestand. Für ein Dutzend Konzerte dieser Tournee wurde Dekker von John Mann, dem Mitglied der kanadischen Folkrock-Band Spirit of the West supported, außerdem spielte sie in Dänemark einige Doppelkonzerte mit dem US-amerikanischen Americana Hit-Singer-Songwriter Edwin McCain. Im Sommer entstanden die ersten Songs für ihr neues Album Distant Star. Melanie Dekker trat im Rahmen einer kleinen Openair-Tour auch erstmals in Estland auf. Auf dem dortigen Viru Folk Festival entstand auch der von einem Banjo getragene Song Worry Gets You Nowhere.
Das Jahr 2013 begann für Melanie Dekker mit dem Video ihrer Klavierballade What A Fool I Am, ehe sie im Februar zu ihrer fünfwöchigen Sunshine from Vancouver-Tour nach Europa aufbrach. Zurück in der Heimat Vancouver arbeitete Dekker einige Monate im Studio an den Songs von Distant Star und bereitete die gleichnamige Europa-Herbsttour vor, die mit 55 Konzerten bislang die größte der Kanadierin war. Das mittlerweile fertige Album wurde während dieser Tournee zuerst vorveröffentlicht und ging dann am 11. November 2013 über die Membran Entertainment Group offiziell in Deutschland in den Verkauf.
Mitte Januar 2014 publizierte Dekker das selbstproduzierte Video zu ihrem Song Worry Gets You Nowhere und veröffentlichte am 15. Februar in ihrer Heimatstadt Vancouver ihr neues Album Distant Star, welches in Westeuropa bereits 10.000 mal über den Ladentisch gegangen war, offiziell auf dem nordamerikanischen Musikmarkt. Das auf Mallorca in Sóller gefilmte Musikvideo zum gleichnamigen Titelsong des Albums folgte Mitte April 2014.

## Ehrungen
2009 wurde Melanie Dekker vom militärischen Befehlshaber der Kanadischen Streitkräfte, General Walter Natynczyk, für die Verdienste und Unterstützung durch ihren Song Fall in/Wounded Soldier mit der Chief of Defence Staff Medal of Excellence ausgezeichnet.

## Alben

### Melanie Dekker
| Veröffentlichung | Titel                      | Label                             |
| ---------------- | -------------------------- | --------------------------------- |
| 1997             | Impulsive                  | MMI (Me, Myself and I)            |
| 1999             | Uh-huh                     | MMI (Me, Myself and I)            |
| 2003             | Just Because               | MMI (Me, Myself and I)            |
| 2004             | live + lekker              | MMI (Me, Myself and I)            |
| 2006             | Revealed                   | Sonoma Mountain Entertainment     |
| 2007             | Acoustic Ride              | EEE (Elephant Ears Entertainment) |
| 2010             | Lekker Dekker Live 2010    | EEE (Elephant Ears Entertainment) |
| 2011             | Here & Now                 | EEE (Elephant Ears Entertainment) |
| 2013             | Distant Star               | EEE (Elephant Ears Entertainment) |
| 2015             | lekker, eh; live in europe | EEE (Elephant Ears Entertainment) |
| 2018             | Secret Spot                | EEE (Elephant Ears Entertainment) |

### Melanie Dekker bei 4 Play
| Veröffentlichung | Titel        | Label       |
| ---------------- | ------------ | ----------- |
| 2000             | 4 Play       | Independent |
| 2000             | In Your Head | Independent |

## Europa-Live-Tourneen und Tourmitglieder

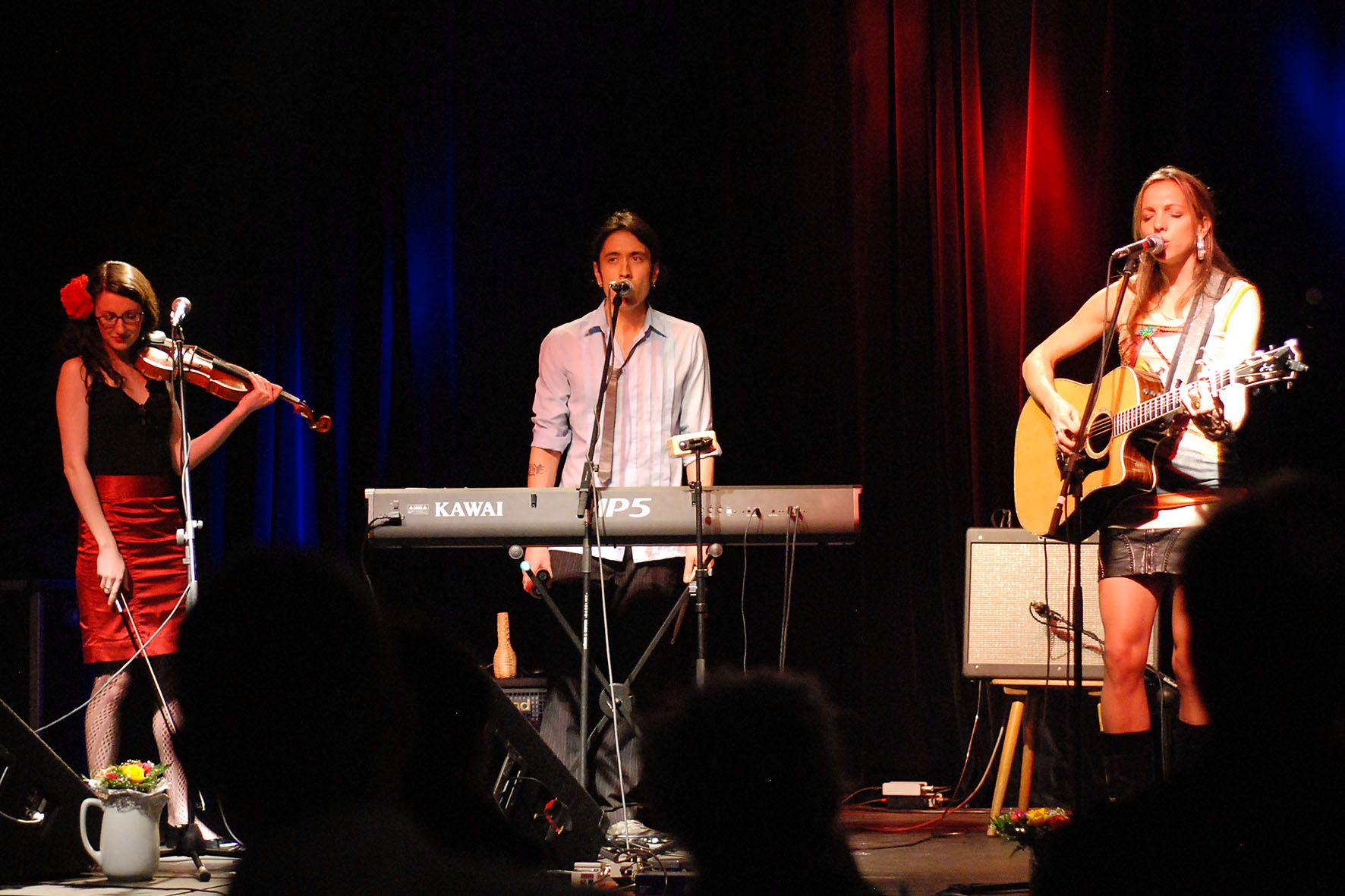
Melanie Dekker mit Elyse Jacobson und Mike Bell (2010)

Zu ihren Live-Konzerten begleiten Melanie Dekker meistens ein oder mehrere Musiker, außerdem wird sie je nach Spielort noch durch befreundete Gastmusiker unterstützt. Der Kern der Touren bestand in den letzten Jahren jedoch zumeist aus folgenden Künstlern:
- div. Gitarren: Jason Nett, Eric Reed, Jim Holland, Stefan Rapp, David Sinclair
- Bass: David Marion, Allan Rodger, Dino Dinicolo, Patrick Meldrum, Jason Nett, Billy Mendoza, Martin Rose, Frank Staudacher[42]
- Keyboard/Piano: Tara Ward-Moran, Eric Reed, Allan Rodger, Mike Bell, David Pickell, Sven Rowoldt, Thomas Fuchs[42]
- Drums: Sam Cartwright, Dino Dinicolo, John Stoltz, Terry Paton, Mani Nassefat
- Backgroundgesang: Vicky Sjohall
- Violine: Elyse Jacobsen

### Europa-Tourneen (2003 bis heute)
| Jahr | Titel                          | Länder                 | Tourmitglieder                                                       |
| ---- | ------------------------------ | ---------------------- | -------------------------------------------------------------------- |
| 2003 | Just Because Tour              | DE, NL, UK             | Dino Dinicolo, Stefan Rapp                                           |
| 2003 | Just Because Tour 2            | DE, NL                 | Stefan Rapp                                                          |
| 2004 | Melanie Dekker Tour            | DE, NL, CH             | Stefan Rapp                                                          |
| 2005 | Melanie Dekker Tour            | DE, PL                 | Jason Nett, Sam Cartwright, Patt Meldrum                             |
| 2007 | European Revealed Tour         | DE, CH, AT, CZ         | Stefan Rapp, Sam Cartwright, David Marion                            |
| 2007 | German Acoustic Christmas Tour | DE                     | Solo                                                                 |
| 2008 | Nordic Spring Tour             | DK, SE, DE, CZ         | Jason Nett                                                           |
| 2008 | Wishful Thinking Tour I        | DE, NL, DK, BE         | Stefan Rapp, Mani Nassefat                                           |
| 2009 | Wishful Thinking Tour II       | DE, DK                 | Jason Nett                                                           |
| 2009 | Wishful Thinking Tour III      | DE, DK, NO, SE, CZ, UK | Vicky Sjohall, David Marion, Stefan Rapp                             |
| 2010 | Here & Now Tour 1              | DE, AT, NL             | Mike Bell, Elyse Jacobsen                                            |
| 2010 | Here & Now Tour 2              | DE, DK, NO, SE, FI     | Mike Bell, Elyse Jacobsen, Sam Cartwright                            |
| 2011 | Here & Now Tour 3              | DE, DK, NL             | Stefan Rapp, Martin Rose                                             |
| 2011 | Here & Now Tour 4              | DE, DK, CZ, AT         | David Sinclair, Stefan Rapp, Martin Rose                             |
| 2012 | Here & Now & Everywhere        | DE, A, CH, DK, NL      | Allan Rodger, Stefan Rapp, Sven Rowoldt, John Mann                   |
| 2013 | Sunshine From Vancouver        | DE, DK                 | David Sinclair, Sven Rowoldt, Allan Rodger                           |
| 2013 | Distant Star                   | DE, NL, DK, SE, AT, CH | David Sinclair, Thomas Fuchs, Martin Rose, Allan Rodger, Stefan Rapp |
| 2014 | Euro Tour 2014                 | DE, NL, SE, DK, CZ, A  | David Sinclair, Thomas Fuchs, Sven Rowoldt, Frank Staudacher         |